# Michele Bachmann
Michele Bachmann, nata  Michele Marie Amble (Waterloo, 6 aprile 1956), è una politica e avvocato statunitense, membro della Camera dei rappresentanti per il Minnesota dal 2007 al 2015. È stata la terza donna in assoluto, e la prima repubblicana, a rappresentare tale Stato al Congresso.

## Biografia
Michele Marie Amble è nata nell'Iowa da una famiglia di origini norvegesi. Dopo il divorzio dei genitori, seguì la madre nel Minnesota e qui intraprese gli studi di legge. Dopo il matrimonio abbandonò il suo impiego da avvocato per il Dipartimento del tesoro per dedicarsi ai suoi cinque figli. Nel corso degli anni i Bachmann hanno inoltre adottato 23 bambini. Pur essendo cresciuta in una famiglia democratica, la Bachmann è diventata repubblicana in età adulta, leggendo un libro di Gore Vidal, Burr.
Politicamente, Michele Bachmann si è schierata a favore del dialogo con l'Iran, dell'insegnamento del creazionismo evolutivo nelle scuole pubbliche e si definisce 100% pro life, opponendosi all'aborto anche in caso di violenza sessuale o incesto. Si è schierata contro i matrimoni gay, definendo l'omosessualità un disordine sessuale. Lampanti le accuse di omofobia da parte della comunità LGBT in seguito ad alcune affermazioni piuttosto provocatorie, tra le quali spiccano le forti critiche alla colonna sonora del film d'animazione di Walt Disney Il re leone, poiché composta dal cantautore omosessuale Elton John. Recentemente hanno fatto scalpore alcune sue affermazioni sul presidente Barack Obama.
Nel giugno 2011 è ufficialmente scesa in campo per la designazione di candidato repubblicano alla presidenza per le elezioni presidenziali statunitensi del 2012. Il 4 gennaio 2012, all'indomani del caucus in Iowa, ha sospeso la sua campagna elettorale a seguito del deludente risultato conseguito.